# Triaspis cervicalis
Triaspis cervicalis är en stekelart som först beskrevs av Cockerell 1921.  Triaspis cervicalis ingår i släktet Triaspis och familjen bracksteklar. Inga underarter finns listade i Catalogue of Life.